# Museu Thermalia
El Museu Thermalia és un centre temàtic dedicat a la cultura de l'aigua termal que es troba a la plaça del lleó de Caldes de Montbui (Vallès Oriental).
Thermalia presenta la història de les aigües termals (que brollen de la terra a 74 °C) i la seva incidència i vinculació amb la gent i l'entorn que l'envolta.
El Museu Thermalia es troba allotjat en un edifici de l'època medieval que fins als anys 70 feia la funció d'hospital i servei de banys termals. Forma part de la Xarxa de Museus Locals de la Diputació de Barcelona.
El 1994 es va obrir al públic el centre temàtic que ofereix l'exposició Efervescència Balneària, que ens explica les relacions socials i comercials hagudes al voltant de les aigües termals.
Existeix també una exposició permanent dedicada a l'escultor Manolo Martínez Hugué.
El Museu compta també amb un mòdul multisensorial anomenat "La Mirada Tàctil", un espai d'interpretació tàctil adreçat a tothom però especialment adaptat i dissenyat per aquells visitants que presenten alguns tipus de dificultats visuals, ceguesa o mobilitat reduïda.